# مفاتيح أسهم

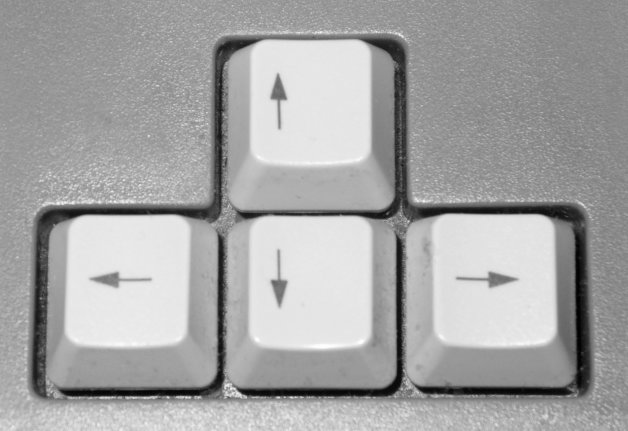
مفاتيح الأسهم على لوحة مفاتيح

مفاتيح الأسهم (بالإنجليزية: Arrow keys)‏ أو مفاتيح المؤشر (بالإنجليزية: Cursor keys)‏ هي أزرار في لوحة المفاتيح عادةً ما توجد بين القسم القياسي ولوحة الأرقام على لوحات مفاتيح الكمبيوتر. تتكون من أربعة مفاتيح: السهم الأيسر (السهم الخلفي) والسهم لأعلى والسهم لأسفل والسهم الأيمن (السهم للأمام).

## استخدام

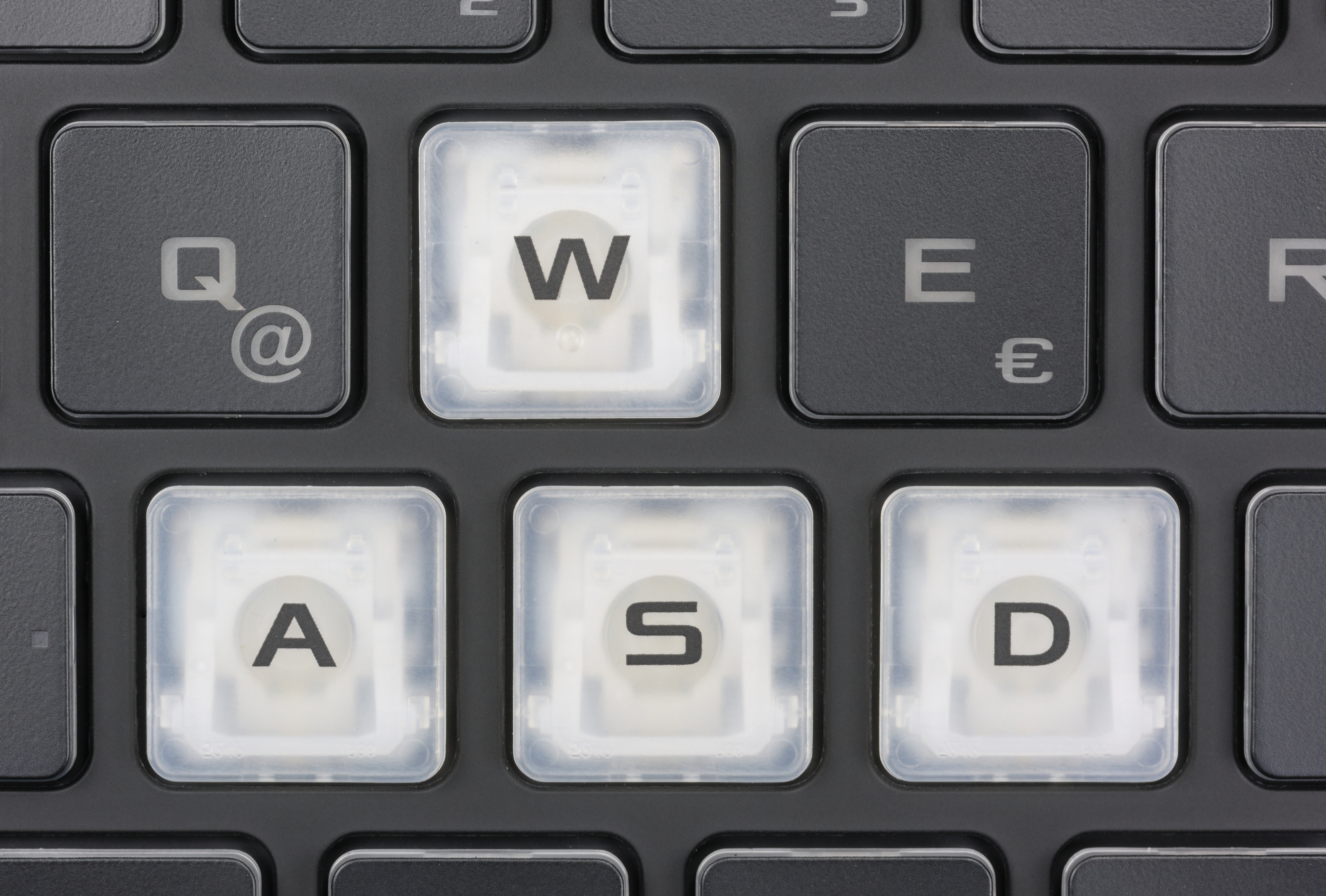
صورة لـ لوحة مفاتيح على حاسوب محمول توضِّح والتي قد تأخذ استخدام مفاتيح الأسهم لاسيما عند لعب ألعاب الفيديو

تُحرِّك هذهِ المفاتيح المؤشر (أي سهم الفأرة) لمسافة واحدة حسب الاتجاه الذي ينقر ويُشير إليه المُستخدِم، عندما يستمر المُستخدِم في الضغط على المفتاح، يستمر المؤشر في التحرك في الاتجاه الذي يُشار إليه، وربما قد يدور بحركة حول الشاشة.
عند لعب لعبة فيديو واستخدام مفاتيح الأسهم للتحكم في شخصيةٍ ما، فإنَّهُ يتم تعيين المفاتيح إلى «مفاتيح W/A/S/D ‏». في هذه الحالة، يجب على المُستخدِم تعيين المفاتيح في إعدادات لوحة مفاتيح الخاصة في اللعبة نفسها لاستخدام هذه الأزرار بدلًا مِن الأحرف الأربعة.

## تاريخ

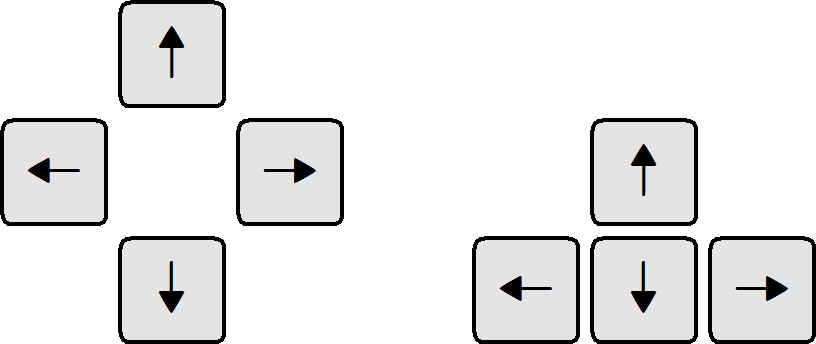
أشكال مُختلفة لأزرار الأسهم

لم يكن لدى حاسوب ماكنتوش الأصلي مفاتيح أسهم بناءً على إصرار ستيف جوبز، الذي شعر أنه يجب على الناس استخدام فأرة الحاسوب بدلاً منها، وقد كان يُعارض وجود أزرار إضافية على الماوس، أو تصميم أجهزة ماك الحديثة مع مفاتيح الأسهم.